# Nicola Zingaretti

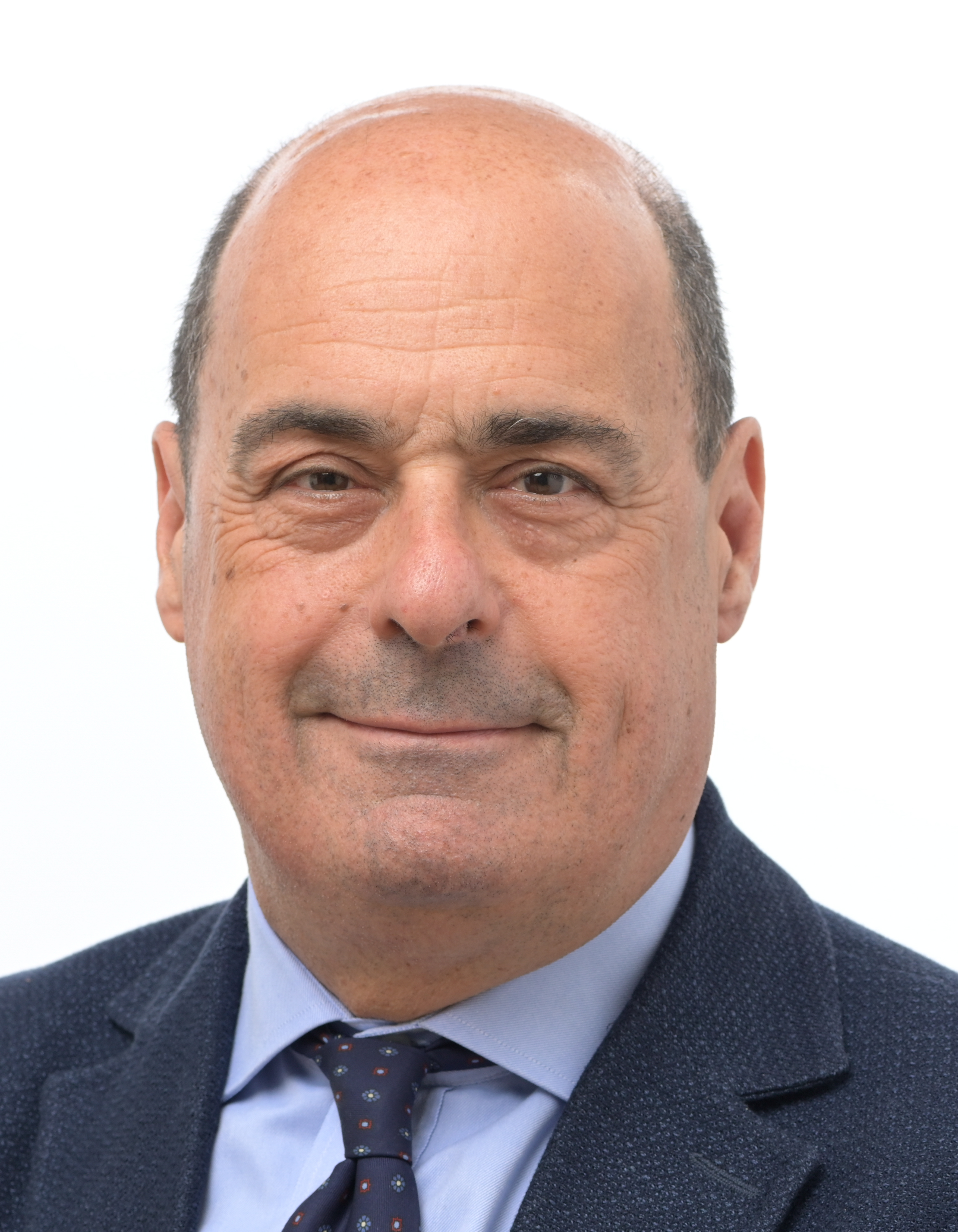
Nicola Zingaretti (2024)

Nicola Zingaretti (* 11. Oktober 1965 in Rom) ist ein italienischer Politiker und war von 2019 bis März 2021 Vorsitzender der Demokratischen Partei (PD). Er war von 2004 bis 2008 Mitglied des Europäischen Parlaments, seit 2013 ist er Präsident der Region Latium.

## Werdegang
Zingaretti wurde als Jugendlicher Mitglied der Kommunistischen Partei Italiens (PCI) und war ab 1982 in der Friedensbewegung und antirassistischen Initiativen aktiv. 1985 wurde Sekretär (Vorsitzender) der Kommunistischen Jugend (Federazione Giovanile Comunista Italiana, FGCI) in der Region Latium und damit hauptamtlicher Parteifunktionär. Er machte als solcher alle Umbenennungen, Wandlungen und Fusionen des PCI nach dem Zusammenbruch des Ostblocks mit: 1991 in die Demokratische Partei der Linken (PDS), 1998 in die Linksdemokraten (DS) und 2007 in die Demokratische Partei (PD).
Von 1992 bis 1995 war Zingaretti Vorsitzender der Jungen Linken Italiens (Sinistra Giovanile), der Nachfolgeorganisation der FGCI und Jugendorganisation des PDS/DS. 1992 wurde er erstmals für seine Partei in den Gemeinderat der Stadt Rom gewählt. Von 1995 bis 1997 war er Vorsitzender der Sozialistischen Jugend-Internationale (IUSY) und stellvertretender Vorsitzender der Sozialistischen Internationale (SI).
Von 1998 bis 2000 leitete er das Büro für internationale Beziehungen der Linksdemokraten. 2000 wurde er Vorsitzender der Linksdemokraten in der Stadt Rom. 2004 zog er für die um die Linksdemokraten gebildete Liste Uniti nell’Ulivo in das Europäische Parlament ein. Dort gehörte er der Sozialistischen Fraktion an. 2006 wurde er Vorsitzender der Linksdemokraten in der Region Latium und 2007, nach der Umbenennung in Demokratische Partei (PD), in dieser Funktion bestätigt. Am 30. April 2008 wurde er bei den Provinzwahlen mit 51,48 % der Stimmen direkt zum Präsidenten der Provinz Rom gewählt.
Zingaretti wurde 2012 von seiner Partei als Kandidat für die Bürgermeisterwahl in Rom 2013 nominiert. Nachdem jedoch das Regionalparlament wegen Korruptionsskandalen, in die Vertreter seiner Partei involviert waren, aufgelöst wurde, wurde er stattdessen Spitzenkandidat in der Region Latium. Bei den vorgezogenen Regionalwahlen am 24. und 25. Februar 2013 wurde er als Nachfolger von Renata Polverini zum Präsidenten der Region gewählt. Er errang 40,65 % der Stimmen, sein stärkster Konkurrent, der neofaschistische Politiker Francesco Storace, 29,71 %.
Am 3. März 2019 wurde Zingaretti als Nachfolger von Matteo Renzi zum Vorsitzenden der Demokratischen Partei in Italien gewählt.
Am 4. März 2021 gab er seinen Rücktritt als Vorsitzender seiner Partei bekannt und begründete ihn damit, bei „der Erneuerung der Partei“ gescheitert zu sein. Knapp zwei Wochen später folgte ihm Enrico Letta als Parteivorsitzender nach.
Nicola Zingaretti ist der Bruder des Schauspielers Luca Zingaretti.